# آلترناتیو متال
آلترنتیو متال (به انگلیسی: Alternative Metal) زیر شاخه‌ای از موسیقی هوی متال و هارد راک است که در دههٔ ۹۰ به شهرت رسید.